# Perrottetia excelsa
Perrottetia excelsa — вид цветковых растений рода Перроттетия (лат. Perrottetia) семейства Дипентодонтовые (лат. Dipentodontaceae). Эндемик Панамы.